# Anna Roemers Visscher

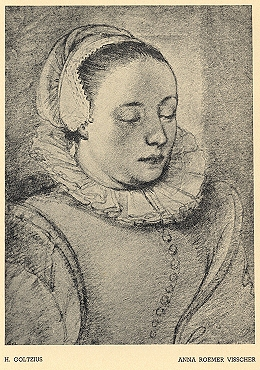
Anna Roemers Visscher

Anna Roemers Visscher, född 1583 i Amsterdam, död 6 december 1651 i Alkmaar, var en nederländsk författare; dotter till Roemer Visscher. 
Hon fick en utmärkt uppfostran och var jämte sin syster Maria Tesselschade Visscher medelpunkten såväl i faderns hus som i den krets av lärda och skalder, som samlades kring Pieter Corneliszoon Hooft på hans slott i Muiden. Hon blev liksom sina systrar undervisad i kalligrafi och glasetsning, och blev som konstnär inom dessa fält berömd. Hon räknades till litterära kretsar och hade kontakt med bland andra Jacob Cats. Trots att hon enligt Hooft var ivrigt eftersökt, förblev hon ogift till sitt 41:a år, då hon gifte sig med Dominicus Booth van Wesel, efter vilken hon blev änka 1640. 
Hennes dikter, som förblev otryckta, utgavs 1881 av skalden Nicolaas Beets. Förutom översättningar av emblemsamlingar skrev hon verser till bland andra Constantijn Huygens, Peter Paul Rubens och Hugo Grotius, vars fångenskap och befrielse hon besjungit. På höjden av sitt rykte, besökte hon 1622 den zeeländska diktarskolans huvudman, Jacob Cats, av vilken hon var varm beundrare. Hon gällde, om ock med orätt, som Nederländernas till tiden första kvinnliga diktare och firades av en mängd skalder. Huygens ärade henne som "de wijze Anna, de hollandsche Sappho".